# Studio de înregistrare

Camera de monitorizare a unui studio de înregistrare

Un studio de înregistrare este o unitate specializată pentru înregistrarea, mixarea și producția audio. Într-un astfel de studio sunt înregistrate instrumente muzicale, voci și diverse alte sunete. Dimensiunile studiourilor variază de la un mic studio de domiciliu, suficient de mare pentru a înregistra un singur cântăreț-chitarist, până la cele găzduite de incinte mari, în care încape o orchestră completă de 100 sau mai mulți muzicieni. În mod ideal, atât spațiul de înregistrare, cât și cel de monitorizare (de unde se efectuează audițiile și mixajele) sunt special concepute de un specialist în acustică sau de un inginer de sunet, pentru a obține proprietăți acustice optime.

## Istoric

### Săli și biserici
Din cauza acusticii lor superbe, multe dintre studiourile mari au fost convertite biserici. Exemplele includ studiourile Air George Martin din Londra, renumele Columbia înregistrează studioul din New York (o biserică armeană convertită, cu un plafon de peste 100 de metri înălțime), și Decca înregistrează studioul Templului Pythian în New York (unde Artiști precum Louis Iordan, Bill Haley și Buddy Holly au fost înregistrate).
În New York City, Columbia Records au avut unele dintre cele mai respectate studiouri de înregistrare, inclusiv Studioul Street Columbia 30th la 207 East 30th Street, clădirea CBS Studio de la 49 East 52nd și Lexington (o clădire construită și anterior aparținând unei societăți culturale și muzicale germane, Clubului și Societății Liederkranz), și unul dintre cele mai vechi studiouri de înregistrare, "Studio A" la 799 Avenue Avenue.